# John Jacob Astor IV
John Jacob Astor IV (ur. 13 lipca 1864 w Rhinebeck, zm. 15 kwietnia 1912) – amerykański przedsiębiorca, członek prominentnej rodziny Astorów, prawnuk Johna Jacoba Astora, pierwszego milionera w Stanach Zjednoczonych. W 1904 roku założył hotel St. Regis w Nowym Jorku, najnowocześniejszy w tamtych czasach, współwłaściciel hotelu Waldorf-Astoria w Nowym Jorku. Najbogatszy pasażer, który zginął na pokładzie transatlantyku RMS „Titanic”.
W młodości próbował swoich sił w m.in. literaturze (w 1894 roku wydał swoją powieść science fiction A Journey in Other Worlds), a także hobbystycznie jako wynalazca. W 1898 roku brał udział, w randze podpułkownika, w wojnie amerykańsko-hiszpańskiej.
W 1891 roku pojął za żonę Avę Lowle Willing. W 1910 roku John Jacob Astor stał się bohaterem skandalu, rozwodząc się z Avą. W 1911 roku wziął za żonę niespełna osiemnastoletnią (o zaledwie rok starszą od jego syna z pierwszego małżeństwa) Madeleine Talmadge Force. Para, pragnąc odpocząć od codzienności, wyruszyła w podróż poślubną, w czasie której odwiedziła m.in. Francję i Egipt.

## Katastrofa
14 kwietnia 1912 roku „Titanic”, którym para wracała do Stanów Zjednoczonych, uderzył w górę lodową. Początkowo Astor, podobnie jak inni pasażerowie pierwszej klasy, nie podejrzewał, iż drobne z pozoru zderzenie może zagrażać bezpieczeństwu statku. Po jakimś czasie jednak, widząc rozwój sytuacji, postanowił szukać ratunku. Pomógł swej ciężarnej żonie, Madeleine, oraz przyjaciółce rodziny, Margaret Brown (znanej lepiej jako „niezatapialna Molly Brown”) wsiąść na szalupę ratunkową, sam jednak, powstrzymany przez oficera wpuszczającego na łódkę tylko kobiety i dzieci, pozostał na pokładzie. Przed spuszczeniem szalupy ratunkowej zdążył jeszcze podać swojej żonie skórzane rękawiczki.
Ciało Johna Jacoba Astora odnalezione zostało 22 kwietnia tego samego roku przez statek „MacKay-Bennett”. Według zeznań Philipa Mocka, próbował on chwilę wcześniej, wspólnie z dziennikarzem Williamem Steadem, opuścić statek na prowizorycznej tratwie. Jego ciało zidentyfikowano jako pierwsze po monogramie „J.J.A.” na kołnierzyku i zabrał je William Vincent Astor, jego 20-letni syn.
John Jacob Astor pochowany został na cmentarzu przy Kościele św. Trójcy w Nowym Jorku. 14 sierpnia 1912 przyszedł na świat jego syn, John Jacob Astor VI.
Sława najbogatszej ofiary „Titanica” sprawiła, iż postać Johna Jacoba Astora była często wykorzystywana przez twórców opisujących katastrofę statku. W 1997 roku, w filmie Jamesa Camerona Titanic, w rolę Astora wcielił się niemiecki aktor Eric Braeden. Jego postać wykorzystana została również przez Dona Rosę, który sportretował ją w swoich komiksach Życie i czasy Sknerusa McKwacza (rozdział XI – „Najbogatszy Kaczor na świecie”) oraz The Dream of a Lifetime.

## Życie prywatne
John Jacob Astor IV miał syna Johna Jacoba Astora VI (ur. 14 sierpnia 1912, zm. 26 czerwca 1992) z Madeleine Talmadge Force. Syn urodził się cztery miesiące po jego śmierci. Młody Astor ukończył St. George’s School w Newport. W 1934 roku ożenił się z Ellen Tuck, która urodziła mu syna, lecz w 1943 roku rozwiedli się. W rok później John Jacob Astor VI poślubił Gertrude Gretsch, z którą miał córkę; rozwiedli się w 1954 roku. W tym samym roku ożenił się z Sue Sandford. John Jacob Astor VI zmarł w 1992 roku w Miami Beach na Florydzie. Pochowano go na cmentarzu Trinity Church w Nowym Jorku.

### Życie prywatne
- Vincent Astor (1892–1959)
- Ava Alice Muriel Astor (1902–1956)
- John Jacob Astor VI (1912–1992)